# 阿尔内多
阿尔内多（西班牙語：Arnedo），是西班牙拉里奥哈自治区的一个市镇。总面积85平方公里，总人口13389人（2001年），人口密度158人/平方公里。

## 友好城市
- 法國 帕尔特奈